# Paphiopedilum herrmannii
Paphiopedilum herrmannii är en orkidéart som beskrevs av F.Fuchs och H.Reisinger. Paphiopedilum herrmannii ingår i släktet Paphiopedilum och familjen orkidéer. Inga underarter finns listade i Catalogue of Life.

## Bildgalleri

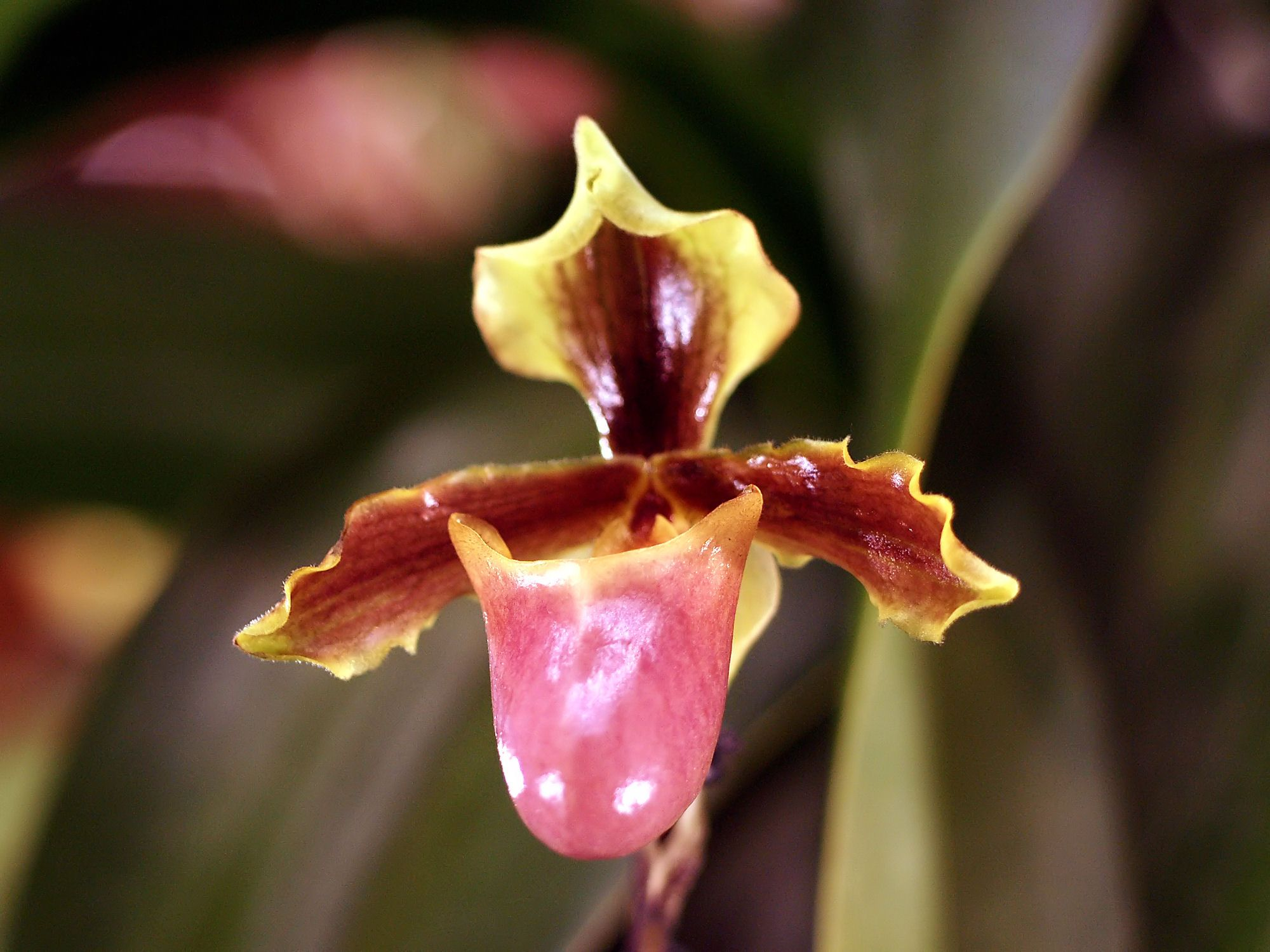
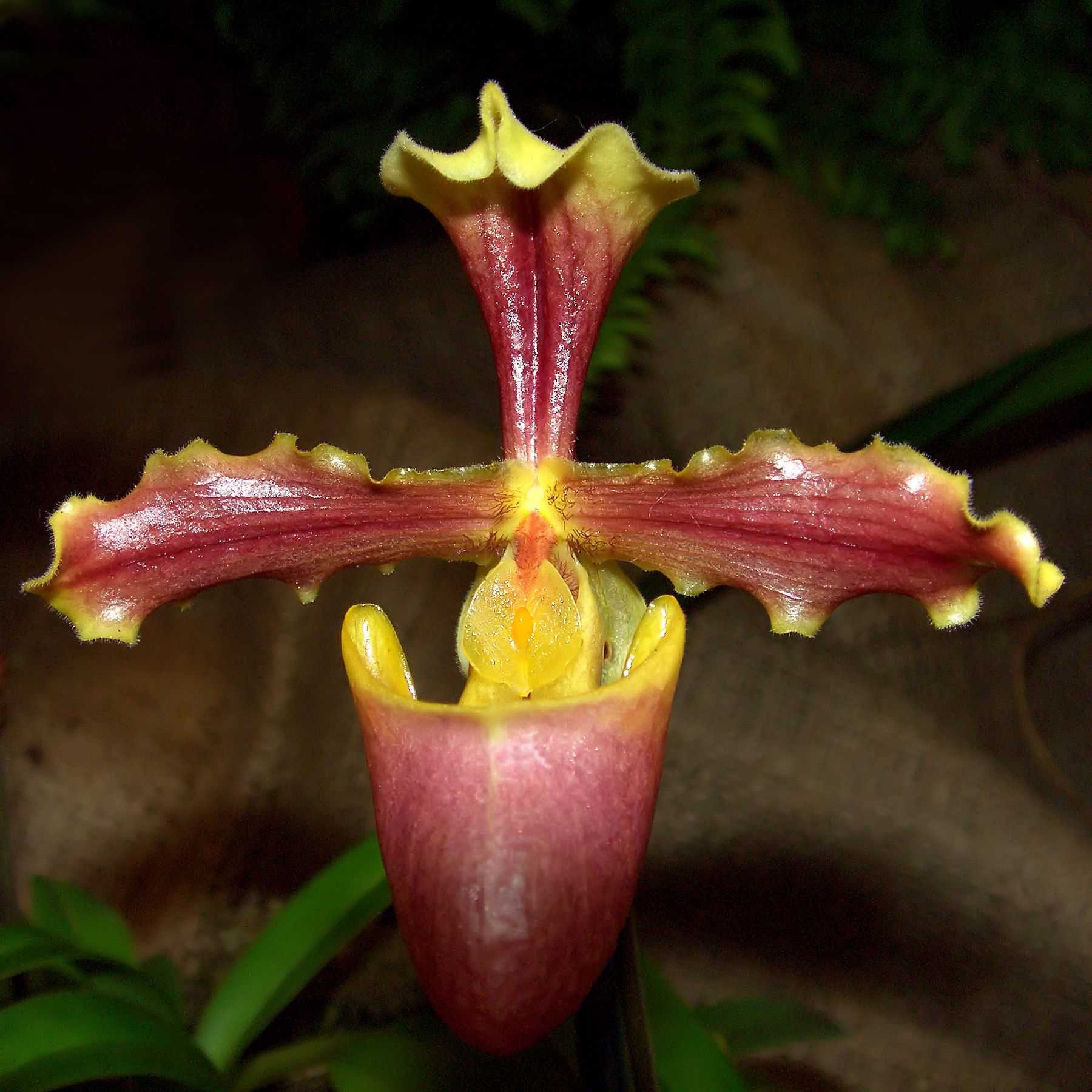